# Moje pesmi, moje sanje (film)
Moje pesmi, moje sanje (angleško The Sound of Music) je ameriški glasbeni dramski film iz leta 1965, ki ga je produciral in režiral Robert Wise, v glavnih vlogah pa nastopajo Julie Andrews, Christopher Plummer, Richard Haydn in Eleanor Parker. Film je priredba odrskega muzikala z istim imenom, glasbo je napisal Richard Rodgers, besedilo pa Oscar Hammerstein II. Scenarij je napisal Ernest Lehman po odrskem libretu (Howard Lindsay in Russel Crouse). Temelji na spominih The Story of the Trapp Family Singers Marie von Trapp iz leta 1949 in prikazuje zgodbo mlade avstrijske postulantke v Salzburgu, ki jo pošljejo v vilo upokojenega mornarskega častnika in vdovca kot guvernanto njegovih sedmih otrok. V življenje družine prinese ljubezen in petje, se poroči s častnikom in z družino uspe preživeti izgubo domovine, ki se jo prevzeli nacisti.
Film je bil premierno prikazan 2. marca 1965 sprva v omejenem številu ameriških kinematografov. Kljub mešanih ocenam kritikov je film postal velika uspešnica in najdonosnejši film leta 1965. Novembra 1965 je kot najdonosnejši film vseh časov prehitel film V vrtincu iz leta 1939 in to ostal še pet let. Tudi drugje po svetu je bil film uspešnica, saj je še v 29-tih državah postal najdonosnejši film vseh časov do tedaj. Po prvem predvajanju filma v kinematografih, kjer se je vrtel štiri leta in pol, in še dveh uspešnih ponovnih izdajah, je film skupno prinesel 286,2 milijona USD dohodka.
Film je na 38. podelitvi oskarjev prejel pet oskarjev, tudi na najboljši film, najboljšo režijo in najboljšo glasbo. Nagrajen je bil še z Zlatima globusoma za najboljši muzikal ali komedijo in za najboljšo igralko v muzikalu ali komediji (Andrews), nagrado Ameriškega režiserskega ceha za režijo in nagrado Združenja ameriških piscev za najboljši scenarij muzikala. Leta 2007 ga je Ameriški filmski inštitut uvrstil na 40. mesto lestvice stotih najboljših ameriških filmov AFI's 100 Years...100 Movies in leta 2006 na četrto mesto najboljših ameriških muzikalov. Leta 2001 ga je ameriška Kongresna knjižnica izbrala za ohranitev v okviru Narodnega filmskega registra zavoljo njegove »kulturne, zgodovinske ali estetske vrednosti«.

## Vloge
- Julie Andrews kot Maria von Trapp
- Christopher Plummer kot kapitan von Trapp
  - Bill Lee je posnel Plummerjevo petje[5]
- Eleanor Parker kot baronica Elsa von Schraeder
- Richard Haydn kot Max Detweiler
- Peggy Wood kot mati opatinja
- Charmian Carr kot Liesl von Trapp
- Nicholas Hammond kot Friedrich von Trapp
- Heather Menzies kot Louisa von Trapp
- Duane Chase kot Kurt von Trapp
- Angela Cartwright kot Brigitta von Trapp
- Debbie Turner kot Marta von Trapp
- Kym Karath kot Gretl von Trapp
- Anna Lee kot sestra Margaretta
- Portia Nelson kot sestra Berthe
- Ben Wright kot g. Zeller
- Daniel Truhitte kot Rolfe
- Norma Varden kot ga. Schmidt
- Gil Stuart kot Franz
- Marni Nixon kot sestra Sophia
- Ada Beth Lee kot sestra Catherine
- Doreen Tryden kot sestra Agatha
- Evadne Baker kot sestra Bernice
- Doris Lloyd kot baronica Ebberfeld